# Daniel Colindres
Daniel Colindres Solera (Alajuela, Costa Rica, 10 de enero de 1985) es un futbolista costarricense que juega como extremo izquierdo en el Puntarenas Fútbol Club de la Primera División de Costa Rica.
Juega por la banda izquierda, principalmente de extremo y en ocasiones de delantero centro, sus características son su rapidez, habilidad para el regate, dominio de la pierna diestra y su visión del campo para brindar asistencias.

## Trayectoria

### Inicios
Daniel Colindres nació el 10 de enero de 1985 en Alajuela. Su padre es de origen hondureño pero su madre es costarricense. Inicialmente, su deporte principal fue fútbol sala, y sus entrenamientos en los gimnasios se llevaron a cabo desde los catorce años. Representó a su provincia en los Juegos Estudiantiles y Juegos Nacionales en diferentes periodos, para más tarde formar parte de la máxima categoría con el conjunto de Santa Bárbara. Se consolidó en la habilidad para controlar y cubrir el balón, además de anotar goles, y fue seleccionado por su país en la disputa de los Juegos Panamericanos de 2007. Tras concluir el certamen, el jugador fue ofrecido para jugar profesionalmente en Brasil, aunque al final, la opción no se concretó. Poco después, se percató que esta disciplina era poco rentable, por lo que decidió optar por el fútbol profesional. Debido a la cercanía, Colindres intentó ingresar a las divisiones de Alajuelense, pero no fue aceptado. Luego fue recomendado al Deportivo Saprissa —donde al mismo tiempo Roy Myers asumió el puesto de entrenador, quien le había conocido en un encuentro amistoso—. Por este motivo fue traído al club morado y le iniciaron en el filial Saprissa de Corazón de Segunda División, con 23 años.

### Deportivo Saprissa
Fue abriéndose paso en el club para ser llamado a la categoría absoluta a inicios de 2010. Bajo las órdenes del entrenador Roy Myers, el jugador fue ascendido y debutó el 17 de enero, en la primera jornada del Campeonato de Verano contra Ramonense, en el Estadio Guillermo Vargas Roldán. Daniel entró como sustitución por Michael Barrantes en el empate sin anotaciones. En toda la competencia tuvo cuatro apariciones, mientras que los saprissistas avanzaron a la etapa eliminatoria. La victoria global de 7-2 sobre San Carlos en la final dio el título «29» para la institución y el primero para el delantero exterior.

### Santos de Guápiles
Por la alta cantidad de futbolistas en el plantel, el 1 de junio de 2010, el gerente deportivo Víctor Badilla colocó a Colindres en calidad de préstamo en el Santos de Guápiles, por un año. Su debut oficial con los guapileños se llevó a cabo el 25 de julio, por la primera fecha del Campeonato de Invierno ante Limón. En esa oportunidad ingresó como variante por Luis Fernando Sequeira al minuto 61', y el marcador culminó con triunfo de 0-1. Su primer gol como santista se dio el 14 de agosto, frente al Deportivo Saprissa —su anterior club— en el Estadio Ebal Rodríguez, anotación que sirvió para la victoria de 2-0. Terminó el torneo con dieciséis presencias, de las cuales concretó cuatro tantos. Su equipo llegó a cuartos de final y eliminó a Barrio México, para después ser derrotado en semifinales contra el Herediano.
Para el Campeonato de Verano 2011, el futbolista de característica ofensiva obtuvo un total de diecisiete apariciones, donde alcanzó la cifra de tres goles, sobre los rivales como Alajuelense, Universidad de Costa Rica y Saprissa.
Su último torneo con el Santos fue el Campeonato de Invierno 2011, competencia en la que logró una cuota de diez encuentros realizados, para un total de dos anotaciones. Después de esto, regresó al Saprissa, equipo dueño de su ficha.

### Deportivo Saprissa
Con Alexandre Guimarães en el puesto de estratega, el jugador volvió a representar a los saprissistas a partir del Campeonato de Verano 2012. Su debut debió esperar hasta la tercera jornada, en la que su club enfrentó al Santos de Guápiles el 22 de enero. El tanto de su compañero Douglas Sequeira al cierre del partido valió para la victoria de 0-1. En total registró doce apariciones y anotó un gol —dado en la fecha veintidós sobre el Herediano—. Su equipo no pudo hacerse con el título tras quedar eliminado en semifinales por el Santos.
Colindres comenzó a tomar importancia para el conjunto morado una vez que asumió Daniel Casas el cargo de técnico. Completó la totalidad de los minutos en la primera jornada del Campeonato de Invierno 2012, compromiso en el cual su equipo triunfó con cifras de 3-1 ante Pérez Zeledón. Su primer gol fue frente al recién ascendido Uruguay de Coronado el 29 de julio. Luego concretó tres anotaciones más —sobre Herediano, Cartaginés y Carmelita— y tuvo un total de quince partidos desarrollados. Los morados fueron eliminados nuevamente en semifinales, esta vez contra los florenses.
Su equipo cambió de entrenador a finales de 2012 y nombró a Ronald González. Daniel solamente disputó la primera mitad del juego inaugural ante San Carlos (derrota 1-2), el 13 de enero por el Campeonato de Verano 2013, saliendo sustituido por José Luis Cordero. A finales de febrero sufrió una fractura en el quinto metatarsiano del pie izquierdo, por lo que fue dado de baja por diez semanas aproximadamente. Se perdió el resto del certamen y la pérdida en semifinales ante el Cartaginés

### Puntarenas F. C.
Recuperado físicamente y con la disposición de volver a jugar, el 2 de agosto de 2013, la dirigencia saprissista acordó con el Puntarenas la cesión de Colindres por seis meses, para que tuviera nuevamente ritmo de competencia. Rápidamente se convirtió en titular del equipo —inclusive haciendo una dupla ofensiva con Daniel Quirós, la cual fue efectiva al realizar quince goles en total—. De manera individual, cosechó la cifra más alta en cuanto a anotaciones desde que debutó, con siete tantos en veinte presencias. Al terminar el torneo, el cuerpo técnico del Saprissa —dueño de su ficha— decidió acabar con el préstamo debido a su crecimiento futbolístico que mostró en ese periodo.

### Deportivo Saprissa
Iniciando su tercer periodo vistiendo la camiseta morada, Colindres alcanzó la totalidad de los minutos en la primera fecha del Campeonato de Verano 2014, frente al Pérez Zeledón en el Estadio Ricardo Saprissa, donde el resultado acabó en pérdida ajustada por 1-2. Posteriormente, los resultados positivos de su equipo fueron determinantes en la consecución del primer lugar de la fase regular del certamen. Daniel hizo un total de tres anotaciones —sobre Puntarenas (1-1), Santos de Guápiles (2-4) y Belén (4-0), estas dos últimas terminaron en victorias—. Daniel disputó 68 minutos de la semifinal de ida frente a la Universidad de Costa Rica (2-2), mientras que en la vuelta no fue convocado (triunfo 2-0). Fue parte de los dos compromisos por la final ante Alajuelense, quedando campeón por segunda vez en su carrera tras ganar 1-0 en el global.
Jugó la fase de grupos del Torneo de Copa, a mediados de julio, liderando el grupo A sobre Cariari, Santos de Guápiles —con un gol de Colindres— y Limón. Tras el empate en el global contra Herediano, los penales fueron requeridos en esta serie. Aunque Daniel erró su tiro, su equipo triunfó con cifras de 5-6. El 10 de agosto se confirmó el subcampeonato de la competición para su club tras perder la final ante el Cartaginés (3-2).
Hizo su debut en el Campeonato de Invierno 2014 el 17 de agosto, contra el entonces ascendido AS Puma en el Estadio Nacional, equipo al cual le marcó al minuto 58' en la victoria por 4-2. Disputó tres duelos de la fase de grupos de la Liga de Campeones de la Concacaf —certamen en el que los morados no accedían desde hace cuatro años—, dos ante el Real Estelí de Nicaragua y el restante contra el Sporting Kansas City de Estados Unidos. En el proceso su club decidió finiquitar al entrenador Ronald González, para después nombrar a Jeaustin Campos —quien fuera el gerente deportivo—. Los saprissistas avanzaron a la etapa eliminatoria del torneo continental como líderes de la tabla. Para la liga local, Daniel tuvo diecinueve apariciones y alcanzó cuatro goles —uno de ellos el 14 de diciembre por la final de ida frente al Herediano—. El jugador se coronó campeón por segunda ocasión consecutiva.
La hegemonía de los tibaseños acabaría en el Campeonato de Verano 2015, torneo en el que fueron eliminados en semifinales por el marcador agregado contra Alajuelense. La poca efectividad de Colindres —así como la de su compañero Ariel Rodríguez— pesó en la serie de los cuartos de final ante el América de México, principalmente en la ida, fallando ocasiones importantes de gol. Su club fue eliminado con un global de 5-0. Daniel concluyó el torneo nacional con doce apariciones y tres goles.
Enfrentó el partido por la primera fase del Torneo de Copa ante Guanacasteca (victoria), el 8 de julio en el Estadio Edgardo Baltodano, así como en la siguiente etapa contra Pérez Zeledón (empate 0-0) en el Estadio "Coyella" Fonseca —serie en la que Colindres falló el lanzamiento de penal que eliminó a su club de la competencia—.
El 2 de agosto fue titular en la totalidad de los minutos contra Belén (victoria 0-2) en el Estadio Rosabal Cordero, por la fecha que inició el Campeonato de Invierno 2015. Permaneció en la suplencia el 20 de agosto frente al W Connection de Trinidad y Tobago (triunfo 4-0), esto por la Liga de Campeones de la Concacaf. Debutó en el certamen internacional cinco días después ante el Santos Laguna de México en condición de local, tras haber ingresado por Deyver Vega al comienzo del segundo tiempo. Fue determinante en la ofensiva de su equipo por el sector izquierdo, para lograr la ganancia de 2-1. Hizo un gol en este tipo de competencias el 16 de septiembre, en la derrota 2-1 contra el equipo trinitario. A causa de este marcador, el entrenador Jeaustin Campos y su asistente José Giacone fueron rescindidos del banquillo morado. Dos días después, se confirmó a Douglas Sequeira como director técnico interino. Su equipo quedó fuera de avanzar a la siguiente ronda por la pérdida por goleada de 6-1 ante el conjunto mexicano, el 20 de octubre. Seis días después se hizo oficial la incorporación del entrenador Carlos Watson. Tras su llegada, Colindres se convirtió en titular inamovible e importante en el planteamiento a la ofensiva. El 9 de diciembre, su club aseguró la clasificación a la siguiente ronda del torneo tras derrotar 5-0 a Liberia, llegando de tercer lugar en la tabla de posiciones. El partido de ida de las semifinales se dio en el Estadio Ricardo Saprissa contra el Herediano, efectuado el 13 de diciembre. Colindres anotó un gol —de forma magnífica desde fuera del área y en el ángulo superior del marco— en la victoria de su equipo 3-0. A pesar de la derrota 2-0 en el juego de vuelta, su club avanzó con marcador agregado de 2-3. El encuentro de ida de la final se desarrolló el 20 de diciembre y jugando de local contra Liga Deportiva Alajuelense; el resultado terminó 2-0 a favor de Saprissa y su compañero Francisco Calvo marcó ambos goles a los minutos 57' y 67'. El último partido se realizó tres días después en el Estadio Morera Soto, Daniel fue titular y consiguió el gol del triunfo 1-2, por intermedio de una asistencia de David Ramírez. De esta manera, su equipo selló el campeonato y ganó de forma exitosa la estrella «32» en su historia. En total el futbolista contabilizó 25 apariciones y sumó 6 anotaciones.
La jornada inicial del Campeonato de Verano 2016 se efectuó el 17 de enero contra el conjunto de Belén, en el Estadio Ricardo Saprissa, con la responsabilidad de defender el título de campeón. Aunque su equipo empezó perdiendo desde el primer minuto del juego, logró remontar y ganar con marcador de 2-1, con un gol de Colindres y uno de David Ramírez. Al término de la etapa regular de la competencia, su club alcanzó la segunda posición de la tabla, por lo que clasificó a la ronda eliminatoria. El 30 de abril se efectuó la semifinal de ida en el Estadio Morera Soto ante Alajuelense; el marcador terminó en pérdida de 2-0. El 4 de mayo, su equipo llegó a la vuelta con la responsabilidad de revertir lo ocurrido. No obstante, el resultado finalizó de nuevo en derrota, siendo esta vez con cifras de 1-3, sumado a esto que el global fue de 1-5. Con lo obtenido en la serie, su club perdió la posibilidad de revalidar el título tras quedar eliminados. El delantero exterior obtuvo 20 apariciones y concretó 3 tantos.

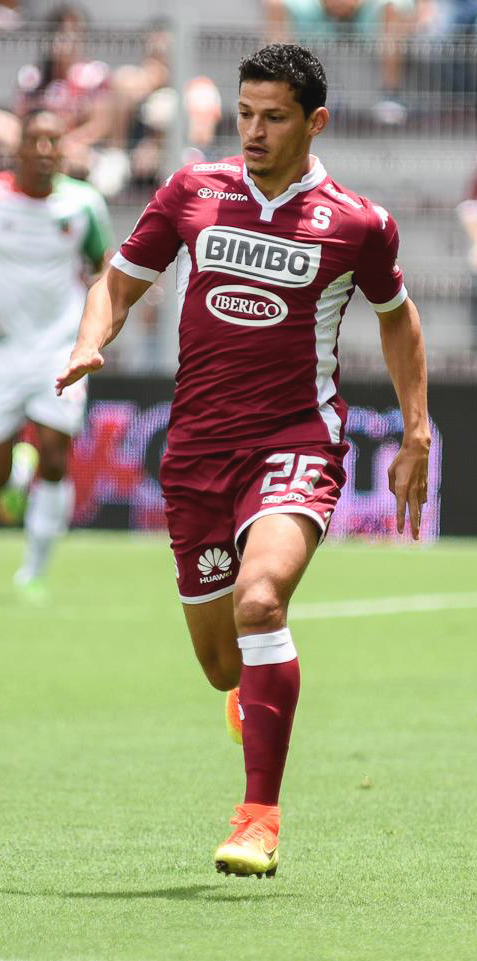
Colindres jugando para Saprissa en julio de 2016.

En la primera fecha del Campeonato de Invierno 2016, su equipo hizo frente al recién ascendido San Carlos, el 16 de julio en el Estadio Nacional. Daniel Colindres fue titular, brindó dos asistencias y el empate de 3-3 prevaleció hasta el final del juego. El 14 de agosto anotó su primer tanto, en la edición del clásico costarricense contra Alajuelense en el Estadio Morera Soto. Su gol influyó para la victoria de 1-2. Cuatro días posteriores se inauguró la Concacaf Liga de Campeones donde su equipo, en condición de local, tuvo como adversario al Dragón de El Salvador. El extremo izquierdo participó los 90 minutos, recibió tarjeta amarilla y el resultado culminó con marcador abultado de 6-0 a favor de los morados. El 25 de agosto se desarrolló la segunda fecha de la competencia continental, de nuevo contra los salvadoreños, pero de visitante en el Estadio Cuscatlán. Tras los desaciertos de sus compañeros en acciones claras de gol —incluyendo un disparo de Daniel que pudo marcar la diferencia—, el resultado de 0-0 se vio reflejado al término del tiempo regular. La tercera jornada del torneo del área se llevó a cabo el 14 de septiembre, en el Estadio Ricardo Saprissa contra el Portland Timbers de Estados Unidos. A pesar de que su club inició perdiendo desde el minuto 4', logró sobreponerse a la situación tras desplegar un sistema ofensivo. Los goles de sus compañeros Fabrizio Ronchetti y el doblete de Marvin Angulo, sumado a la anotación en propia del futbolista rival Jermaine Taylor —antecedida por un centro de Colindres—, fueron suficientes para el triunfo de 4-2. El 24 de septiembre logró un gol en la competencia nacional, en la derrota de 4-3 sobre Carmelita. El 9 de octubre volvió a anotar, esta vez en la goleada de 6-1 contra Limón. El 19 de octubre se tramitó el último encuentro de la fase de grupos, por segunda vez ante los estadounidenses, en el Providence Park de Portland, Oregon. El jugador participó 86 minutos, y el desenlace del compromiso finiquitó igualado a un tanto, dándole la clasificación de los morados a la etapa eliminatoria de la competencia. El 6 de noviembre, en el ríspido partido contra el Pérez Zeledón a causa de las condiciones del Estadio Municipal, su conjunto se vio en desventaja por el marcador de 1-0, por lo que más tarde lo igualó mediante un tiro libre de Colindres. Al minuto 84', su compañero Mariano Torres aprovechó la oportunidad para tirar desde el punto de penal, y concretó el gol de la victoria de 1-2. En el vigésimo segundo juego de la primera fase de la liga nacional, su equipo enfrentó a Liberia en el Estadio Ricardo Saprissa. Daniel marcó un tanto al minuto 36', tras una acción colectiva de pases entre Torres, Anllel Porras y Hansell Arauz, quien lanzó el centro para el remate de Colindres. El marcador de 3-1 aseguró el liderato para su grupo con 49 puntos, y además un cupo para la cuadrangular final. El 15 de diciembre su equipo venció 2-0 al Herediano, para obtener el primer lugar de la última etapa del certamen y así proclamarse campeón automáticamente. Con esto, los morados alcanzaron la estrella número «33» en su historia y el jugador logró el quinto título de liga en su carrera. Estadísticamente, contabilizó veintiocho apariciones, concretó cinco goles y dio diecisiete asistencias, para un total de 2589 minutos disputados.
Para el inicio del Campeonato de Verano 2017 que se llevó a cabo el 8 de enero, el equipo saprissista tuvo la visita al Estadio Carlos Ugalde, donde enfrentó a San Carlos. Por su parte, Daniel Colindres fue titular en este juego, mientras que el marcador fue con derrota de 1-0. Una semana después el futbolista, en el Estadio Nacional, marcó el gol de la victoria 1-0 sobre la Universidad de Costa Rica. El 18 de enero volvió a anotar para dar el triunfo de 0-1 ante Carmelita. En el clásico contra Alajuelense del 5 de febrero, el extremo izquierdo concretó un gol al minuto 3', y en su celebración se levantó la camiseta, la cual es considerada como conducta antideportiva y por consiguiente acreedor de la tarjeta amarilla. Pocos minutos antes de finalizar la primera parte, el jugador fue amonestado nuevamente y salió expulsado. El marcador concluyó 2-1 a favor de los morados. El 18 de febrero, en el compromiso de los tibaseños de local frente a Liberia, en el Estadio "Fello" Meza de Cartago, Colindres anotó un gol de larga distancia desde el sector izquierdo, al minuto 38', para la victoria con cifras de goleada 4-1. La reanudación de la Liga de Campeones de la Concacaf, en la etapa de ida de los cuartos de final, tuvo lugar el 21 de febrero, fecha en la que su club recibió al Pachuca de México en el Estadio Ricardo Saprissa. El atacante fue titular los 90 minutos y el trámite del encuentro se consumió en empate sin anotaciones. Cuatro días posteriores se hizo con un tanto en el certamen nacional, en la victoria de 2-1 contra San Carlos. El 28 de febrero fue el partido de vuelta del torneo continental, en el Estadio Hidalgo. Al minuto 85', Daniel salió expulsado por acumulación de dos tarjetas amarillas y las cifras finales fueron de 4-0 a favor de los Tuzos. El 5 de marzo, en el juego contra Carmelita, Colindres hizo un tanto fuera del área, el cual adjudicó la victoria 1-0 de su equipo. Su séptimo gol de competencia liguera lo marcó el 8 de marzo contra el Cartaginés, al minuto 74', cuyo resultado fue de triunfo 2-0. El 22 de marzo, en jornada de reposición de la fecha 13, los tibaseños enfrentaron a la Universidad de Costa Rica en el Estadio Ricardo Saprissa, con la particularidad de ser como la escuadra visitante en su propio escenario deportivo. El atacante recibió una asistencia por parte de Jordan Smith, para culminar con la acción del gol al minuto 67'. Al cierre del cotejo, brindó un pase a su compañero Marvin Angulo para asegurar la ganancia de 0-2. Tres días después, en la visita al Santos de Guápiles en el Estadio Ebal Rodríguez, su club se vio en desventaja por la anotación del rival en la mitad del segundo tiempo, por lo que trató de balancear el marcador. Al minuto 75', Colindres concretó el gol del empate momentáneo, y dos después asistió a Marvin Angulo para el tanto de la remontada 1-2. El 12 de abril, en el áspero partido contra Pérez Zeledón en el Estadio Ricardo Saprissa, su club estuvo por debajo en el marcador por el gol del adversario en tan solo cuatro minutos después de haber iniciado el segundo tiempo. El bloque defensivo de los generaleños le cerró los espacios a los morados para desplegar el sistema ofensivo del entrenador Carlos Watson, pero al minuto 85', Colindres brindó un pase filtrado al uruguayo Fabrizio Ronchetti para que este definiera con un remate de pierna izquierda. Poco antes de finalizada la etapa complementaria, el defensor Dave Myrie hizo el gol de la victoria 2-1. Con este resultado, los saprissistas aseguraron el liderato del torneo a falta de un compromiso de la fase de clasificación. El 23 de abril marcó su décimo tanto en el inicio de la cuadrangular ante Limón en el Estadio Juan Gobán, con asistencia de Ronchetti. En la tercera presentación de su club en la última etapa del certamen, el 3 de mayo ante el Santos de Guápiles en el Estadio Ebal Rodríguez, Colindres anotó el gol que salvó el empate 2-2. Cuatro días más tarde, Daniel hizo una de las anotaciones para la primera ganancia de 4-1 de su conjunto en esta instancia, como local sobre Limón. El 10 de mayo, en la complicada visita frente al Herediano en el Estadio Rosabal Cordero, su grupo mantuvo un esquema igualado al de su rival en cuanto a ocasiones de ataque, pero un contragolpe iniciado por Ulises Segura le permitió brindar un pase para que Colindres ejecutara un remate potente de pierna izquierda al minuto 83' que culminó en el gol de la ajustada victoria de 0-1. Con esto su equipo cortó una racha de cuatro años sin ganar en este recinto deportivo. A causa de la derrota 1-2 de local ante el Santos de Guápiles, en la que el delantero no vio acción por suspensión de cinco tarjetas amarillas, su club alcanzó el tercer puesto de esta etapa y por lo tanto quedó instaurado en la última instancia al no haber obtenido nuevamente el primer sitio. El 17 de mayo se desarrolló el juego de ida de la final contra el Herediano, en el Estadio Rosabal Cordero. El atacante completó la totalidad de los minutos en la pérdida de 3-0. En el partido de vuelta del 21 de mayo en el Estadio Ricardo Saprissa, los acontecimientos que liquidaron el torneo fueron de fracaso con números de 0-2 a favor de los oponentes, y un agregado de 0-5 en la serie global.

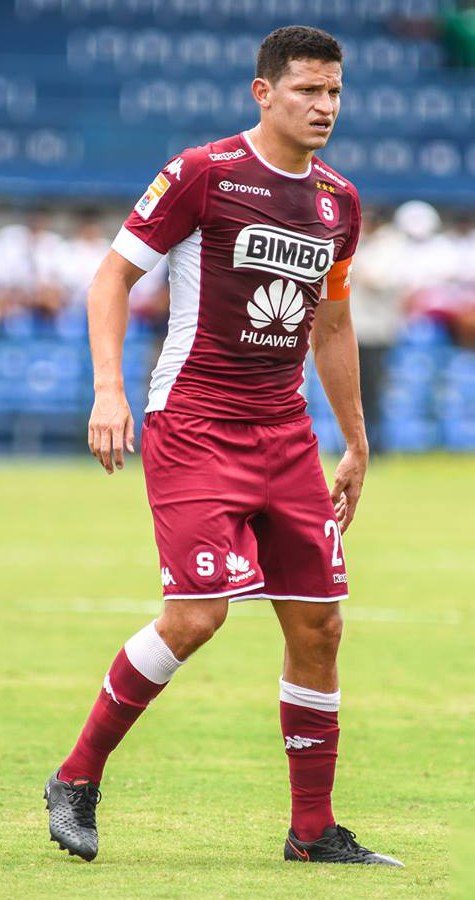
Colindres fue el capitán de Saprissa entre 2017 y 2018.

Su debut en el Torneo de Apertura 2017 se produjo el 30 de julio en el Estadio "Fello" Meza de Cartago, escenario en el que su conjunto fungió como local contra Carmelita. Daniel apareció en el once inicial, completó la totalidad de los minutos y asumió la capitanía en la victoria con cifras de 4-2. El 11 de octubre salió expulsado por doble acumulación de tarjetas amarillas, tras protestar con el árbitro una vez finalizado el juego ante Pérez Zeledón. Retornó después de su correctivo el 22 de octubre, en el partido ante Limón en el Estadio Ricardo Saprissa; Colindres dio una asistencia y un doblete —acabando así con la sequía de cinco meses sin anotar— para el triunfo con goleada 5-2. Hizo su tercer gol el 19 de noviembre sobre Liberia, el segundo de la ventaja transitoria para su equipo; el resultado concluiría de forma abultada 1-5 a favor de los morados. Los saprissistas avanzaron a la cuadrangular en el segundo sitio con 43 puntos. Marcó otra anotación el 6 de diciembre ante Pérez Zeledón, de larga distancia desde la banda izquierda, sin que el balón fuese recibido por algún compañero o por el guardameta rival. El juego finalizó con victoria ajustada 2-1. Al cierre de esta última etapa, el conjunto tibaseño quedó sin posibilidades de optar por el título. El delantero contabilizó veintitrés apariciones, anotó cuatro tantos y puso siete asistencias.
Con miras al Torneo de Clausura 2018, su equipo cambió de entrenador debido al retiro de Carlos Watson, siendo Vladimir Quesada —quien fuera el asistente la campaña anterior— el nuevo estratega. Colindres apareció como titular en la primera fecha del 7 de enero ante Liberia, en el Estadio Edgardo Baltodano. Al minuto 69' aprovechó un rebote desde el sector izquierdo para emplear un remate por fuera del área, colocando el balón en el ángulo superior del guardameta rival y así poner el tercer gol en el triunfo de los morados por 0-3. Hizo de cabeza su segundo tanto de la competición, el 17 de enero sobre Carmelita (victoria 3-1 de local). Se destapó con un doblete el 7 de febrero contra Pérez Zeledón, el primero de ellos en la reposición del primer tiempo y el otro al minuto 68', culminando con la ganancia de 3-0. El 14 de febrero volvió a anotar dos goles en un mismo partido, esta vez ante Limón en el Estadio Juan Gobán. Con estas concreciones, alcanzó los 52 tantos en Primera División jugando para el Deportivo Saprissa, por lo que se convirtió en el jugador con más goles del conjunto morado en torneos cortos —superando la marca de su compañero Ariel Rodríguez quien había hecho 51 en 2015—. El 25 de febrero salió expulsado en el duelo frente al Santos de Guápiles, por protestar con el árbitro asistente. En su juego de regreso —tras dos compromisos de suspensión— dado el 11 de marzo, Colindres vino desde el banquillo y marcó el tanto del empate 1-1 contra Carmelita. El 18 de abril materializó uno de los goles en la victoria por 2-1 sobre Limón. El 6 de mayo dio una asistencia y un gol —al minuto 31' con un remate de izquierda colocado— en el triunfo de visita 0-3 frente al Santos, esto por la cuarta fecha de la cuadrangular. El 20 de mayo se proclama campeón del torneo con su club tras vencer al Herediano en la tanda de penales. El atacante sumó un total de veinticuatro apariciones, convirtió nueve tantos y puso diez pases a gol.
Debuta en el Torneo de Apertura 2018 el 22 de julio con victoria de su equipo por 2-1 sobre el Santos de Guápiles. El 19 de agosto consiguió sus primeros dos goles de la campaña contra Pérez Zeledón, para dejar a su club ganancioso con las cifras de 0-2 en la visita al Estadio Rosabal Cordero. El 2 de septiembre juega su último partido como saprissista. Ese mismo día se confirmó su salida hacia el balompié de Bangladés como agente libre.

### Bashundhara Kings

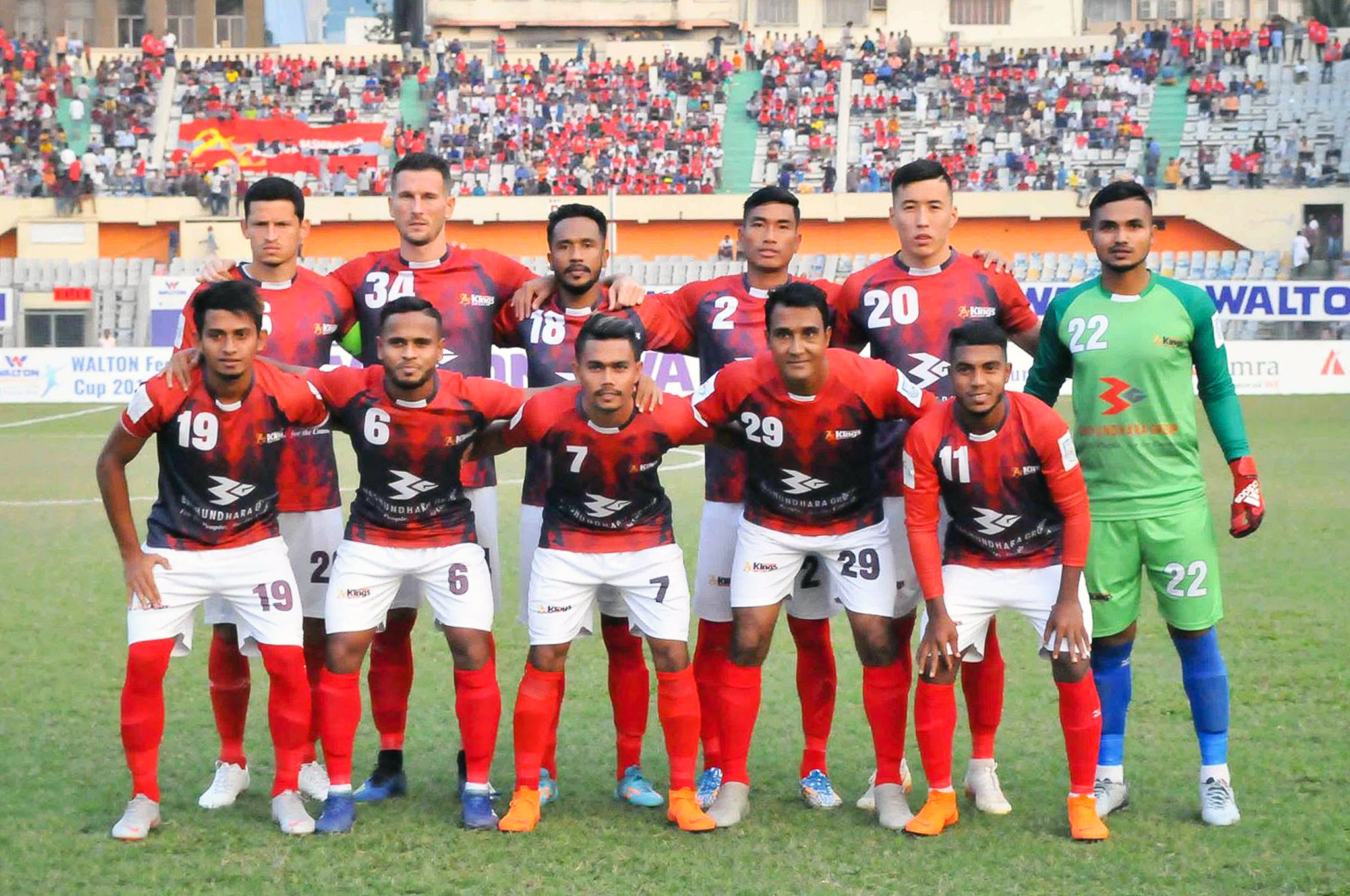
Colindres previo a disputar la final de la Copa Federación 2018.

El 16 de septiembre de 2018, es presentado como nuevo refuerzo del club bengalí Bashundhara Kings, firmando por un periodo inicial de nueve meses. Debutó en su primer partido oficial el 29 de octubre por la etapa de grupos de la Copa Federación, en la que enfrentó al Dhaka Mohammedan en el Estadio Nacional Bangabandhu. Colindres aportó tres asistencias y un gol de penal para la victoria por 2-5, asimismo recibió la distinción de mejor jugador del encuentro. El 11 de noviembre se destapó con un triplete en el duelo por los cuartos de final contra el Team BJMC. El 23 de noviembre logró una anotación en la final ante el Dhaka Abahani, pero su equipo terminó cayendo por 3-1 y por lo tanto se debió conformar con el subcampeonato del torneo.
El 26 de diciembre de 2018, Colindres conquistó su primer título en Bangladés, tras ganar la final de la Copa Independencia por 1-2 sobre el Sheikh Russel.
Se estrenó en la Liga Premier el 18 de enero de 2019, dando una asistencia para el gol del triunfo 0-1 ante el Sheikh Jamal. El 23 de enero convirtió su primer gol sobre el Dhaka Abahani. El 2 de mayo firmó su renovación de contrato por un año más. En total alcanzó veintitrés apariciones, marcó once anotaciones y puso la misma cantidad en pases a gol. El 3 de agosto se proclamó campeón de liga y también recibió el galardón de mejor jugador de la temporada.
El 5 de enero de 2020, Daniel concretó dos goles en la final de la Copa Federación ante el Rahmatganj, a los minutos 41' y 76', para que su equipo se alzara con el trofeo de campeón. El 10 de junio se oficializó su salida del club.

### Deportivo Saprissa
El 9 de julio de 2020, se oficializa el regreso de Colindres al Deportivo Saprissa firmando el contrato hasta diciembre de 2021. Fue presentado al día siguiente en conferencia de prensa con la dorsal «26».
Su regreso vistiendo la camiseta morada se dio el 15 de agosto de 2020, por la primera fecha del Torneo de Apertura con la victoria 4-0 de local sobre Limón. Colindres concretó el segundo gol del partido al minuto 77', tras rematar desde la banda izquierda en lo que iba a ser un centro para colar el balón en la portería. En esta competencia alcanzó dieciocho apariciones, marcó tres goles y puso dos asistencias. En la semifinal de vuelta frente al Herediano, Colindres salió expulsado en tan solo cincuenta segundos de haber ingresado de cambio, serie que su equipo fue eliminado.
Daniel recibió una suspensión de tres juegos y debió abonar una multa de ciento veinticinco mil colones tras el cierre de las semifinales del certamen anterior, por lo que se perdió el inicio del Torneo de Clausura 2021. Hizo su debut en la segunda mitad de temporada hasta el 22 de enero, por las semifinales de la Liga Concacaf contra el Arcahaie de Haití, donde entró de cambio al minuto 59' por Christian Bolaños y colocó una asistencia para Mariano Torres en el gol que concluyó la victoria por 5-0. Jugó su primer encuentro en liga nacional el 27 de enero, actuando por 70 minutos en la victoria de local por 4-0 sobre Sporting. Colindres logró una racha de tres partidos consecutivos anotando, frente a Alajuelense, Pérez Zeledón y Limón. Tras una fecha sin anotar, se reencuentra con el gol el 27 de febrero, para igualar las cifras 1-1 contra el Santos de Guápiles. El 20 de marzo salió expulsado en el duelo ante Sporting (derrota 1-0), luego de dar un codazo a un rival al minuto 14'. Estuvo castigado por tres partidos y pagó una multa de ciento veinticinco mil colones. Regresó el 18 de abril como titular en la totalidad de los minutos en el clásico frente a Alajuelense. Volvió a convertir un tanto el 21 de abril en la visita contra Limón, que abrió el marcador y favoreció a su club para la victoria por 1-2. En la última fecha de la clasificación, Saprissa terminó accediendo a un puesto a la siguiente ronda de cuarto lugar. El 16 de mayo enfrentó a Alajuelense por la semifinal de ida, ganando por 4-3. Tres días después manejó la ventaja para empatar 2-2 en el partido de vuelta. El 23 de mayo Colindres marcó un gol al minuto 20' que abrió la cuenta de anotaciones, dándose el resultado favorable de 3-2 sobre el Herediano por la final de ida, mientras que el 26 de mayo asistió a Ariel Rodríguez para el tanto de la victoria por 0-1 en la vuelta. Daniel nuevamente consiguió un título con Saprissa y en esta competencia obtuvo veinte apariciones, hizo seis anotaciones y colaboró con seis asistencias.
Inició la temporada disputando el primer partido del Torneo de Apertura 2021 el 27 de julio, compromiso en el que fue titular por 61 minutos de la victoria de local por 3-0 sobre el Santos de Guápiles. El 4 de agosto conquistó el título de la Supercopa luego de que su equipo venciera de forma contundente a Alajuelense por 4-1 en el Estadio Nacional. Colindres convirtió un doblete a los minutos 39' y 54' que le permitió ser designado jugador del partido. Disputó su último juego con los morados el 20 de noviembre en la victoria contra Sporting con marcador de 5-1. Después se confirmó que tendría una oferta de volver al balompié de Bangladés. El 23 de noviembre, el equipo saprissista anunció oficialmente la salida del jugador, quien dejó la institución con 69 partidos jugados, 11 goles marcados y 10 asistencias en todas las competencias que disputó en esta etapa.

### Abahani Limited Dhaka
El 25 de noviembre de 2021, fue presentado formalmente en el Abahani Limited Dhaka, catalogado como refuerzo estrella del club. Debutó el 29 de noviembre como titular en la primera fecha de la fase de grupos de la Copa Independencia, donde su equipo venció de visita al Swadhinata por 1-2. El 10 de diciembre marcó sus primeros dos goles sobre el Bangladesh Army a los minutos 45' y 70' para la victoria por 4-0 en cuartos de final. El 14 de diciembre anotó en la semifinal ante el Saif y también dio una asistencia para el tanto del triunfo 2-0. El 18 de diciembre se proclamó campeón del torneo mediante la victoria contundente de 3-0 frente al Bashundhara Kings en la final.

### Municipal Liberia
El 26 de julio de 2023, se anunció su fichaje al Municipal Liberia.

## Selección de fútbol sala

#### Juegos Panamericanos 2007
El jugador fue convocado en la Selección de fútbol sala de Costa Rica para afrontar el torneo de los Juegos Panamericanos de 2007, en Río de Janeiro, Brasil. El 23 de julio fue el primer partido en el Riocentro, contra el combinado de Ecuador. Daniel anotó doblete en la victoria de 4-6. Un día después se desarrolló el segundo compromiso ante Argentina, en el mismo centro deportivo. El empate a un tanto prevaleció al término del tiempo reglamentario. El 25 de julio fue el último encuentro de la fase de grupos, donde su país sufrió una derrota de 6-5 frente a Estados Unidos. De acuerdo con los resultados obtenidos en esta ronda, los costarricenses avanzaron a la siguiente etapa como segundo lugar con 4 puntos. El 27 de julio se llevó a cabo el juego por las semifinales contra el anfitrión Brasil; la pérdida con cifras de 8-1 dejó a su selección sin la posibilidad de optar por la medalla de campeón, por lo que al día siguiente enfrentaron la definición por el tercer lugar ante Paraguay. Nuevamente se presentó una derrota, esta vez con marcador de 5-6, finalizando en el cuarto puesto. Colindres en esta oportunidad concretó cuatro goles.
| Juegos                    | Sede           | Resultado    |
| ------------------------- | -------------- | ------------ |
| Juegos Panamericanos 2007 | Río de Janeiro | Cuarto lugar |

#### Campeonato de Futsal de Concacaf 2008
Daniel participó en el Campeonato de Futsal de Concacaf 2008 con su selección dirigida por Carlos Quirós, torneo que se celebró en el Domo Polideportivo de Ciudad de Guatemala. El 3 de junio disputó su primer partido frente al combinado de Panamá y utilizó el número «2» en su camiseta. Marcó dos goles al minuto 34' —uno de ellos por la vía de penal— y el resultado terminó con igualdad a seis tantos. Al día siguiente hizo un doblete en la aplastante victoria 0-13 sobre Haití. El 5 de junio se confirma la eliminación de su país en fase de grupos tras la derrota por 6-2 contra Estados Unidos —Colindres dio uno de los goles del descuento—. El futbolista terminó subgoleador del torneo con cinco concreciones, por detrás del cubano Eduardo Morales quien realizó nueve.
| Campeonato                | Sede      | Resultado      |
| ------------------------- | --------- | -------------- |
| Campeonato de Futsal 2008 | Guatemala | Fase de grupos |

## Selección nacional
Una vez que Daniel cambió al fútbol profesional, fue tomado en cuenta para la lista de seleccionados que viajaron en el amistoso del 2 de septiembre de 2011 ante los Estados Unidos. El juego se desarrolló en el StubHub Center de Carson, California, con una asistencia de 15.798 espectadores. Colindres debutó como internacional absoluto bajo las órdenes del técnico Ronald González, al ingresar de cambio al minuto 46' por Josué Martínez. El tanto de su compañero Rodney Wallace fue suficiente en la victoria de 0-1. Cuatro días después, su selección visitó el Estadio Olímpico Atahualpa para tener como rival a Ecuador. Daniel participó 61 minutos en la pérdida de 4-0.
El 15 de agosto de 2012 estuvo en el encuentro de carácter amistoso frente a Perú, de local en el Estadio Nacional. El entrenador colombiano Jorge Luis Pinto hizo ingresar a Daniel al minuto 76' por José Miguel Cubero, y el resultado concluyó en derrota de 0-1. En los partidos oficiales de la Eliminatoria de Concacaf, el futbolista fue considerado para los enfrentamientos consecutivos contra México en septiembre de ese año. Sin embargo, quedó en la suplencia en las dos pérdidas de 0-2 y 1-0.
En la primera lista de convocados del nuevo director técnico Óscar Ramírez, dada el 27 de agosto de 2015, destacó el regreso de Colindres después de tres años de ausencia. El 5 de septiembre se realizó el cotejo en el Red Bull Arena de Nueva Jersey ante Brasil; el futbolista participó 10 minutos en la derrota de 1-0. Tres días después fue el encuentro contra Uruguay en el Estadio Nacional, de territorio costarricense. En esta oportunidad Daniel quedó en la suplencia en la victoria de 1-0. Después formó parte del amistoso del 8 de octubre frente a Sudáfrica, donde el resultado acabó en pérdida de 0-1, marcador que se repitió sobre Estados Unidos, esta vez con un triunfo. En la Eliminatoria de Concacaf, su país enfrentó a Haití y Panamá en noviembre, compromisos que terminaron con victorias de 1-0 y 1-2, respectivamente. Además, el delantero exterior quedó en el banquillo ambos juegos.
El 2 de febrero de 2016 participó 56 minutos en el partido contra Venezuela, el cual culminó en derrota de 1-0. En septiembre de ese año fue convocado en los dos últimos enfrentamientos de la cuadrangular eliminatoria. El primero de ellos fue ante Haití en el Estadio Sylvio Cator; Colindres quedó en la suplencia en el triunfo de 0-1. La misma situación se repitió para el jugador en el partido contra Panamá, donde el marcador fue de 3-1 a favor de los costarricenses.
El siguiente llamado del estratega para conformar el conjunto Tricolor se dio el 26 de mayo de 2017, correspondiente a disputar los dos partidos consecutivos como local en el Estadio Nacional por la eliminatoria mundialista. Colindres volvió a la lista después de un prolongado tiempo sin ser convocado. El primer encuentro tuvo lugar contra Panamá el 8 de junio, donde sus compañeros fueron los que tuvieron mayores oportunidades de anotar en los minutos iniciales. A causa de la expulsión del defensor Giancarlo González en el segundo tiempo, su equipo se vio obligado a variar el sistema y los rivales asumieron el rol en la ofensiva. Sin embargo, tras situaciones apremiantes de ambas naciones, el resultado empatado sin goles prevaleció al término de los 90 minutos. Con esto su país acabó con la racha de diez juegos sin ceder puntos como local en estas instancias. Además, los panameños puntuaron después de veintinueve años de no hacerlo en territorio costarricense. En el compromiso del 13 de junio frente a Trinidad y Tobago, el defensa Francisco Calvo aprovechó un centro de Joel Campbell para colocar, mediante un cabezazo dentro del área, la ventaja momentánea de 1-0 en tan solo 48 segundos de iniciado el juego. Las circunstancias se volvieron ríspidas por la respuesta del adversario, provocando la igualdad en las cifras, pero el tanto de Bryan Ruiz al minuto 44' solidificó el resultado de 2-1 para su nación, el cual fue cuidado de manera sagaz durante todo el segundo tiempo. Estadísticamente, Daniel no vio acción al quedar en el banquillo en los dos cotejos.
El 25 de agosto de 2017 fue seleccionado en la lista de futbolistas para enfrentar el penúltimo par de juegos eliminatorios. El 1 de septiembre se produjo el primer juego ante el combinado de Estados Unidos en el Red Bull Arena de Nueva Jersey. Colindres permaneció en la lista de suplentes y el marcador se definió en victoria con cifras de 0-2, mediante el doblete de su compañero Marco Ureña. Para el segundo juego del 5 de septiembre contra México, de local en el Estadio Nacional, los costarricenses rescataron el empate a un tanto tras haber estado con el resultado adverso. En esta ocasión, el delantero ingresó de relevo por David Guzmán al minuto 74'.
Colindres fue considerado en la última lista para el cierre de la hexagonal, dada el 29 de septiembre de 2017. El 7 de octubre tuvo lugar el partido frente a Honduras en el Estadio Nacional, con las condiciones del clásico centroamericano al tratarse de un encuentro ríspido y físico. Su selección estuvo por debajo en el marcador por la anotación del rival, y de esta forma se vio obligada a variar el sistema táctico para evitar la derrota. Al minuto 94', su compañero Bryan Ruiz lanzó un centro desde el sector de la derecha para que el balón fuese recibido por Kendall Waston, quien se había sumado al ataque y así imponer su altura con el cabezazo y empatar 1-1 de manera agónica. Con este resultado, su país aseguró una de las plazas directas al Mundial de Rusia 2018 que fueron otorgadas a la confederación. Por otro lado, Daniel entró de cambio al minuto 71' por Christian Bolaños. Para el juego de tres días después contra Panamá en el Estadio Rommel Fernández, la derrota de 2-1 no tuvo repercusión alguna en la tabla al tener el segundo lugar asentado.
De nuevo en periodo de fogueos internacionales, el 3 de noviembre de 2017 entró en la convocatoria para los dos partidos en el continente europeo. El 11 de noviembre permaneció en el banquillo contra España en el Estadio La Rosaleda de Málaga, donde las cifras de goleada 5-0 favorecieron a los adversarios. Tres días después participó 76 minutos en la nueva pérdida de su país, esta vez por 1-0 ante Hungría.
El 15 de marzo de 2018, el atacante recibió la convocatoria de Ramírez con miras a los nuevos encuentros amistosos en Europa. En el partido celebrado el 23 de marzo en Glasgow, contra el combinado de Escocia, Colindres fue titular con la dorsal «12» por 64 minutos en la victoria ajustada por 0-1. Tuvo acción cuatro días después ante Túnez en el Allianz Riviera de territorio francés.

#### Mundial 2018

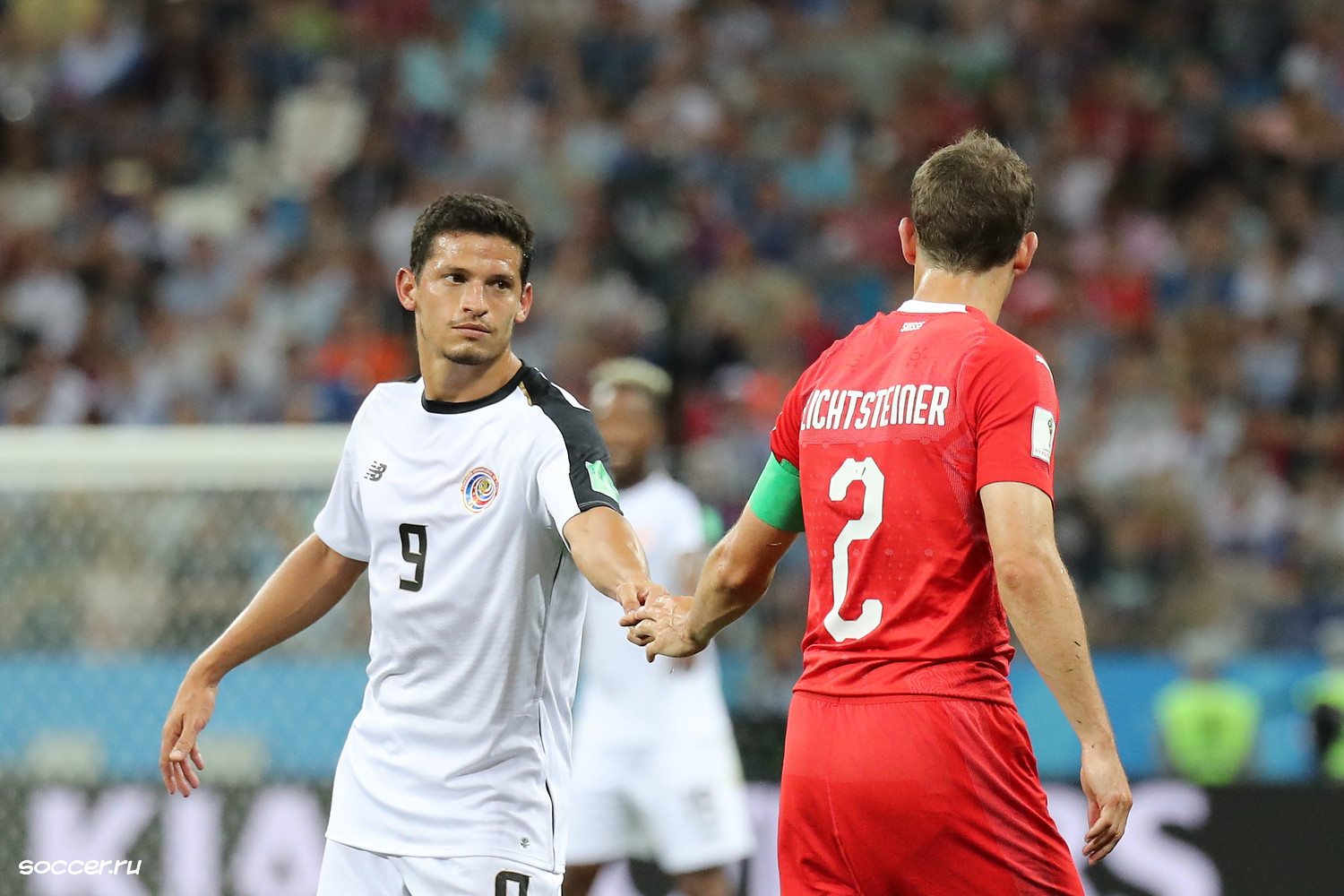
Daniel con Stephan Lichtsteiner en el Mundial 2018.

El 14 de mayo de 2018, el entrenador de la selección Óscar Ramírez entregó la lista oficial de los veintitrés convocados para la disputa del Mundial de Rusia, en la que Daniel quedó dentro del selecto grupo. Antes del certamen global, el 3 de junio enfrentó el partido de despedida en condición de local contra Irlanda del Norte en el Estadio Nacional. Colindres completó la totalidad de los minutos y puso una asistencia en uno de los goles de la victoria cómoda por 3-0. El 7 de junio permaneció en el banco de suplentes en la derrota de su nación con cifras de 2-0 ante Inglaterra en el Elland Road. Cuatro días después, estuvo presente en el amistoso celebrado en Bruselas contra Bélgica (revés 4-1) del cual no jugó.
Daniel debutó en la Copa Mundial el 17 de junio de 2018 —siendo la primera participación del jugador en la máxima competencia a nivel de selección— contra el equipo de Serbia en el Cosmos Arena de Samara. Se desempeñó como el extremo por el costado izquierdo con la dorsal «9» al haber ingresado de relevo por David Guzmán al minuto 72'. El marcador terminó en derrota ajustada por 0-1. El 22 de junio, con la pérdida de 2-0 frente a Brasil, su país se quedaría sin posibilidades de avanzar a la siguiente ronda del torneo de manera prematura. El 27 de junio, ya en el partido de trámite enfrentando a Suiza en el Estadio de Nizhni Nóvgorod, Daniel recibió la oportunidad de mostrarse en la titularidad y tuvo un rol notable al ser quien desbordaba constantemente por las bandas con Joel Campbell como socio —incluso ejecutó un remate que se estrelló en el horizontal—. El marcador reflejó la igualdad a dos anotaciones para despedirse del certamen.
| Mundial              | Sede  | Resultado      |
| -------------------- | ----- | -------------- |
| Copa Mundial de 2018 | Rusia | Fase de grupos |

El 28 de agosto de 2018, Daniel fue incluido en la lista de convocados de la selección costarricense por el entrenador interino Ronald González, conformando el grupo que enfrentaría una serie de juegos amistosos en el continente asiático. El 7 de septiembre, en el partido contra Corea del Sur en el Estadio de Goyang, el delantero inició en la titularidad, salió de relevo al minuto 68' por Rodney Wallace y vio la pérdida de su combinado con cifras de 2-0. El 11 de septiembre, para el fogueo frente a Japón celebrado en la ciudad de Suita, su selección terminó con la derrota por 3-0.

## Estadísticas

### Clubes
Actualizado al último partido jugado el 8 de marzo de 2024.
| Club                            | Div.          | Temporada     | Liga  | Liga  | Liga   | Copas nacionales | Copas nacionales | Copas nacionales | Copas internacionales | Copas internacionales | Copas internacionales | Total | Total | Total  |
| Club                            | Div.          | Temporada     | Part. | Goles | Asist. | Part.            | Goles            | Asist.           | Part.                 | Goles                 | Asist.                | Part. | Goles | Asist. |
| ------------------------------- | ------------- | ------------- | ----- | ----- | ------ | ---------------- | ---------------- | ---------------- | --------------------- | --------------------- | --------------------- | ----- | ----- | ------ |
| Deportivo Saprissa · Costa Rica |               |               |       |       |        |                  |                  |                  |                       |                       |                       |       |       |        |
| 1.ª                             | 2009-10       | 3             | 0     | 0     | —      | —                | —                | —                | —                     | —                     | 3                     | 0     | 0     |        |
| Total club                      | Total club    | 3             | 0     | 0     | 0      | 0                | 0                | 0                | 0                     | 0                     | 3                     | 0     | 0     |        |
| Santos de Guápiles · Costa Rica |               |               |       |       |        |                  |                  |                  |                       |                       |                       |       |       |        |
| 1.ª                             | 2010-11       | 33            | 7     | 1     | —      | —                | —                | —                | —                     | —                     | 33                    | 7     | 1     |        |
| 1.ª                             | 2011-12       | 10            | 2     | 3     | —      | —                | —                | —                | —                     | —                     | 10                    | 2     | 3     |        |
| Total club                      | Total club    | 43            | 9     | 4     | 0      | 0                | 0                | 0                | 0                     | 0                     | 43                    | 9     | 4     |        |
| Deportivo Saprissa · Costa Rica |               |               |       |       |        |                  |                  |                  |                       |                       |                       |       |       |        |
| 1.ª                             | 2011-12       | 12            | 1     | 0     | —      | —                | —                | —                | —                     | —                     | 12                    | 1     | 0     |        |
| 1.ª                             | 2012-13       | 20            | 4     | 2     | —      | —                | —                | —                | —                     | —                     | 20                    | 4     | 2     |        |
| 1.ª                             | 2013-14       | —             | —     | —     | 2      | 0                | 0                | —                | —                     | —                     | 2                     | 0     | 0     |        |
| Total club                      | Total club    | 32            | 5     | 2     | 2      | 0                | 0                | 0                | 0                     | 0                     | 34                    | 5     | 2     |        |
| Puntarenas F. C. · Costa Rica   |               |               |       |       |        |                  |                  |                  |                       |                       |                       |       |       |        |
| 1.ª                             | 2013-14       | 20            | 7     | 0     | —      | —                | —                | —                | —                     | —                     | 20                    | 7     | 0     |        |
| Total club                      | Total club    | 20            | 7     | 0     | 0      | 0                | 0                | 0                | 0                     | 0                     | 20                    | 7     | 0     |        |
| Deportivo Saprissa · Costa Rica |               |               |       |       |        |                  |                  |                  |                       |                       |                       |       |       |        |
| 1.ª                             | 2013-14       | 23            | 3     | 2     | —      | —                | —                | —                | —                     | —                     | 23                    | 3     | 2     |        |
| 1.ª                             | 2014-15       | 31            | 7     | 2     | 4      | 1                | 0                | 5                | 0                     | 1                     | 40                    | 8     | 3     |        |
| 1.ª                             | 2015-16       | 45            | 9     | 2     | 2      | 0                | 0                | 3                | 1                     | 0                     | 50                    | 10    | 2     |        |
| 1.ª                             | 2016-17       | 56            | 18    | 7     | —      | —                | —                | 6                | 0                     | 0                     | 62                    | 18    | 7     |        |
| 1.ª                             | 2017-18       | 47            | 13    | 19    | —      | —                | —                | 1                | 0                     | 0                     | 48                    | 13    | 19    |        |
| 1.ª                             | 2018-19       | 7             | 2     | 3     | —      | —                | —                | —                | —                     | —                     | 7                     | 2     | 3     |        |
| Total club                      | Total club    | 209           | 52    | 35    | 6      | 1                | 0                | 15               | 1                     | 1                     | 230                   | 54    | 36    |        |
| Bashundhara Kings Bangladés     |               |               |       |       |        |                  |                  |                  |                       |                       |                       |       |       |        |
| 1.ª                             | 2018-19       | 23            | 11    | 10    | —      | —                | —                | —                | —                     | —                     | 23                    | 11    | 10    |        |
| 1.ª                             | 2019-20       | 6             | 4     | 2     | 4      | 3                | 0                | 1                | 1                     | 1                     | 11                    | 8     | 3     |        |
| Total club                      | Total club    | 29            | 15    | 12    | 4      | 3                | 0                | 1                | 1                     | 1                     | 34                    | 19    | 13    |        |
| Deportivo Saprissa · Costa Rica |               |               |       |       |        |                  |                  |                  |                       |                       |                       |       |       |        |
| 1.ª                             | 2020-21       | 39            | 9     | 7     | 1      | 0                | 0                | 6                | 0                     | 2                     | 46                    | 9     | 9     |        |
| 1.ª                             | 2021-22       | 19            | 0     | 2     | 1      | 2                | 0                | 5                | 0                     | 1                     | 25                    | 2     | 3     |        |
| Total club                      | Total club    | 58            | 9     | 9     | 2      | 2                | 0                | 11               | 0                     | 3                     | 71                    | 11    | 12    |        |
| Abahani Limited Dhaka Bangladés |               |               |       |       |        |                  |                  |                  |                       |                       |                       |       |       |        |
| 1.ª                             | 2021-22       | 22            | 10    | 10    | 5      | 3                | 0                | 1                | 1                     | 0                     | 28                    | 14    | 10    |        |
| 1.ª                             | 2022-23       | 18            | 12    | 8     | 4      | 2                | 0                | —                | —                     | —                     | 22                    | 14    | 8     |        |
| Total club                      | Total club    | 40            | 22    | 18    | 9      | 5                | 0                | 1                | 1                     | 0                     | 50                    | 28    | 18    |        |
| Municipal Liberia · Costa Rica  |               |               |       |       |        |                  |                  |                  |                       |                       |                       |       |       |        |
| 1.ª                             | 2023-24       | 28            | 9     | 6     | 2      | 0                | 0                | —                | —                     | —                     | 30                    | 9     | 6     |        |
| Total club                      | Total club    | 28            | 9     | 6     | 2      | 0                | 0                | 0                | 0                     | 0                     | 30                    | 9     | 6     |        |
| Total carrera                   | Total carrera | Total carrera | 462   | 128   | 86     | 23               | 11               | 0                | 28                    | 3                     | 5                     | 515   | 142   | 91     |
| 1. 2. Fuente:Transfermarkt      |               |               |       |       |        |                  |                  |                  |                       |                       |                       |       |       |        |

### Selección de Costa Rica
Actualizado al último partido jugado el 11 de agosto de 2018.
| Absoluta · Costa Rica                             |   |   |   |   |   |   |    |   |   |    |   |   |
| 2011                                              | — | — | — | — | — | — | 2  | 0 | 0 | 2  | 0 | 0 |
| 2012                                              | — | — | — | — | — | — | 1  | 0 | 0 | 1  | 0 | 0 |
| 2015                                              | — | — | — | — | — | — | 3  | 0 | 0 | 3  | 0 | 0 |
| 2016                                              | — | — | — | — | — | — | 1  | 0 | 0 | 1  | 0 | 0 |
| 2017                                              | 2 | 0 | 0 | — | — | — | 1  | 0 | 0 | 3  | 0 | 0 |
| 2018                                              | — | — | — | 2 | 0 | 0 | 5  | 0 | 1 | 7  | 0 | 1 |
| Total                                             | 2 | 0 | 0 | 2 | 0 | 0 | 13 | 0 | 1 | 17 | 0 | 1 |
| 1. Fuente:Transfermarkt / National Football Teams |   |   |   |   |   |   |    |   |   |    |   |   |

## Palmarés

### Títulos nacionales
| Título                          | Club                  | País       | Año  |
| ------------------------------- | --------------------- | ---------- | ---- |
| Primera División de Costa Rica  | Deportivo Saprissa    | Costa Rica | 2010 |
| Primera División de Costa Rica  | Deportivo Saprissa    | Costa Rica | 2014 |
| Primera División de Costa Rica  | Deportivo Saprissa    | Costa Rica | 2014 |
| Primera División de Costa Rica  | Deportivo Saprissa    | Costa Rica | 2015 |
| Primera División de Costa Rica  | Deportivo Saprissa    | Costa Rica | 2016 |
| Primera División de Costa Rica  | Deportivo Saprissa    | Costa Rica | 2018 |
| Copa Independencia de Bangladés | Bashundhara Kings     | Bangladés  | 2018 |
| Liga Premier de Bangladés       | Bashundhara Kings     | Bangladés  | 2019 |
| Copa Federación de Bangladés    | Bashundhara Kings     | Bangladés  | 2020 |
| Primera División de Costa Rica  | Deportivo Saprissa    | Costa Rica | 2021 |
| Supercopa de Costa Rica         | Deportivo Saprissa    | Costa Rica | 2021 |
| Copa Independencia de Bangladés | Abahani Limited Dhaka | Bangladés  | 2021 |
| Copa Federación de Bangladés    | Abahani Limited Dhaka | Bangladés  | 2022 |

### Distinciones individuales
| Distinción                                            | Año  |
| ----------------------------------------------------- | ---- |
| Mejor gol del Campeonato de Invierno 2015             | 2016 |
| Mejor jugador del Torneo de Clausura 2018             | 2018 |
| Mejor jugador de la Liga Premier de Bangladés 2018-19 | 2019 |
| Mejor jugador del año de la Liga Premier de Bangladés | 2019 |
| Jugador más valioso de la Copa Federación 2019-20     | 2020 |